# Mariano Carreras Vila
Mariano Carreras (Barcelona, 1831-Barcelona, 1888) fue un escenógrafo español.

## Biografía
Natural de Barcelona, se formó en la Escuela de la Lonja y en París. Colaboró asiduamente con Juan Ballester Ayguals de Izco, del que fue maestro y con el que pintó el techo y preparó el decorado del teatro de Sabadell en 1866, así como los decorados de L'africana y Dinorah para el Gran Teatro del Liceo. Posteriormente, trabajó también con otro escenógrafo, Francesc Soler Rovirosa, al que también enseñó, y otros pintores barceloneses.
Más tarde, ejecutó telones para el Liceo y otros de Barcelona, incluidas las obras La fantasma groga, Saffo, Lo pont del diable, El mango de la sartén (este un espectáculo de magia), Guarany e Il Profeta. Asimismo, trabajó en teatros de ultramar.
Falleció en 1888 en la ciudad en la que había nacido.